# Крестовник клейкий
Кресто́вник кле́йкий, или ли́пкий (лат. Senécio viscósus), — однолетнее травянистое растение, вид рода Крестовник (Senecio) семейства Сложноцветные (Asteraceae).
Клейкое сорное растение с мелкими корзинками, отгиб у краевых цветков которых часто характерно загнут назад.

## Ботаническое описание

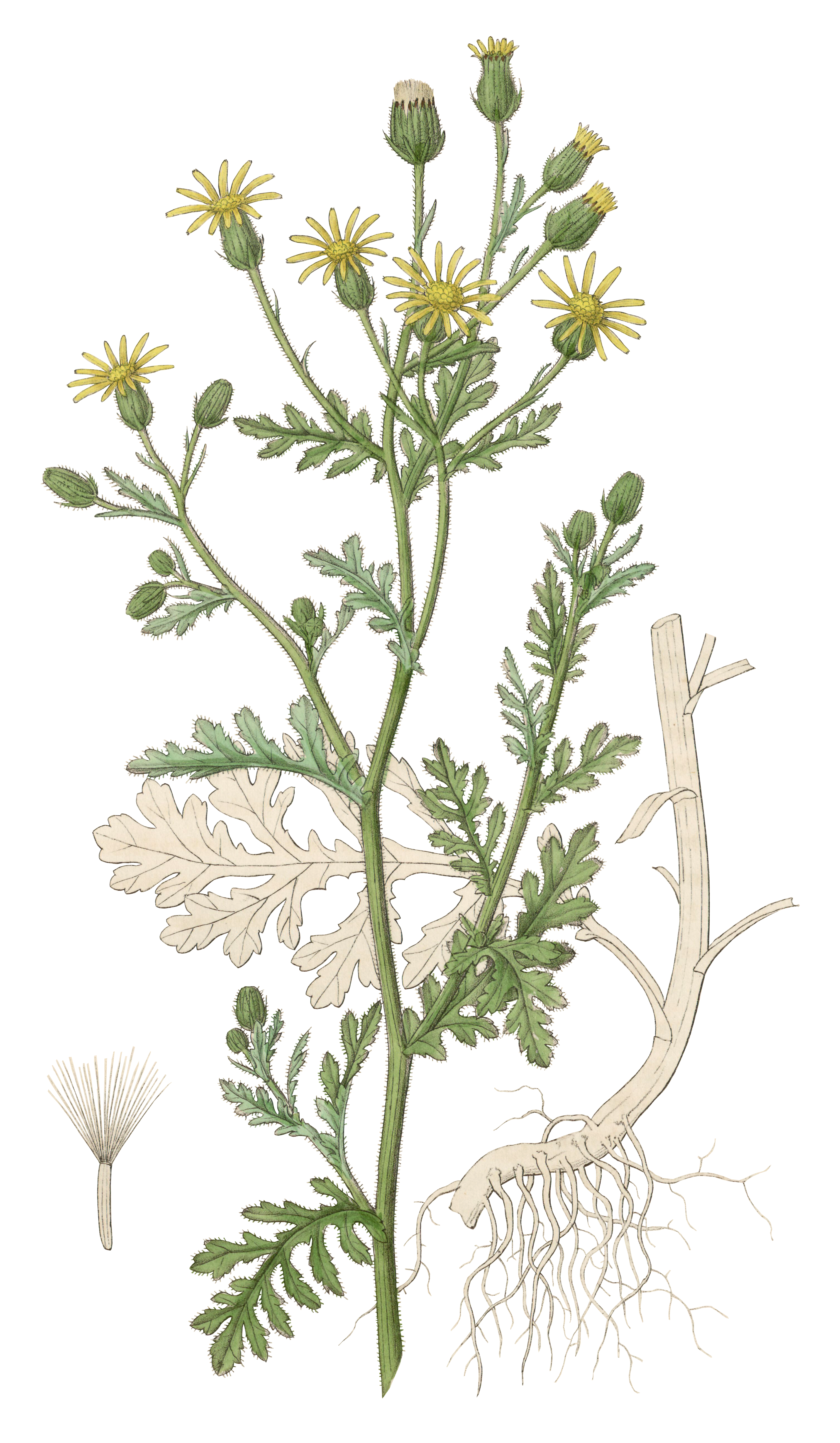

Однолетнее растение с единственным прямостоячим, в верхней части обыкно ветвящимся, стеблем до 50—80 см высотой, густо покрытое железистым опушением и оттого клейкое. Листья очерёдно расположенные по стеблю, тёмно-зелёные, глубоко равномерно перистораздельные, нижние из них 1,5—9 см длиной и 0,2—3 см шириной, обратнояйцевидные в очертании, средние и верхние — продолговатые, сидячие, иногда с маленькими ушками в основании.
Корзинки многочисленные, собранные в щитковидное общее соцветие. Обёртка колокольчатая или широкоцилиндрическая, 6—11 мм длиной и 5—7 мм шириной; внутренние листочки её в числе 18—22, 7—9 мм длиной, 0,5—1 мм шириной, линейно-ланцетные, зелёные, густо покрытые железистыми волосками; внешние — в числе до 7, линейные, 2—4 мм длиной и около 0,3 мм шириной. Краевые цветки ложноязычковые, в числе 8—12, жёлтые, 10—12 мм длиной, с отгибом 1—1,5 мм шириной, часто завёрнутым назад.
Семянки 3—4 мм длиной, голые или несколько опушённые, коричневые до фиолетово-чёрных.

## Распространение
Широко распространённое средне- и южновропейское растение, как заносное встречающееся в Западной и Северной Европе, на Дальнем Востоке и в восточной части Северной Америки. Обычно по сорным местам, по приморским и речным отмелям, по берегам рек.

## Таксономия
Senecio viscosus L., Sp. Pl. 2: 868 (1753).

### Синонимы
- Jacobaea viscosa (L.) Moench, 1794
- Obaejaca viscosa (L.) Cass., 1825
- Senecio calvertii Boiss., 1856 — Крестовник Кальверта
- Senecio foetidus Bubani, 1899
- Senecio glutinosus Schur, 1866, nom. illeg.
- Senecio tymphresteus Boiss. & Heldr., 1859
- Senecio vulgaris subsp. viscosus (L.) Bonnier & Layens, 1894
- Seneciunculus viscosus (L.) Opiz, 1852